# Bessé
Bessé település Franciaországban, Charente megyében. Lakosainak száma 113 fő (2022. január 1.). Bessé Charmé, Souvigné, Tusson és Courcôme községekkel határos.

## Népesség
A település népessége az elmúlt években az alábbi módon változott:
| Lakosok száma | 169  | 116  | 132  | 150  | 138  | 139  | 121  | 110  | 108  | 113  |
|               | 1968 | 1982 | 1990 | 2006 | 2013 | 2015 | 2017 | 2019 | 2020 | 2022 |